# Ložnice

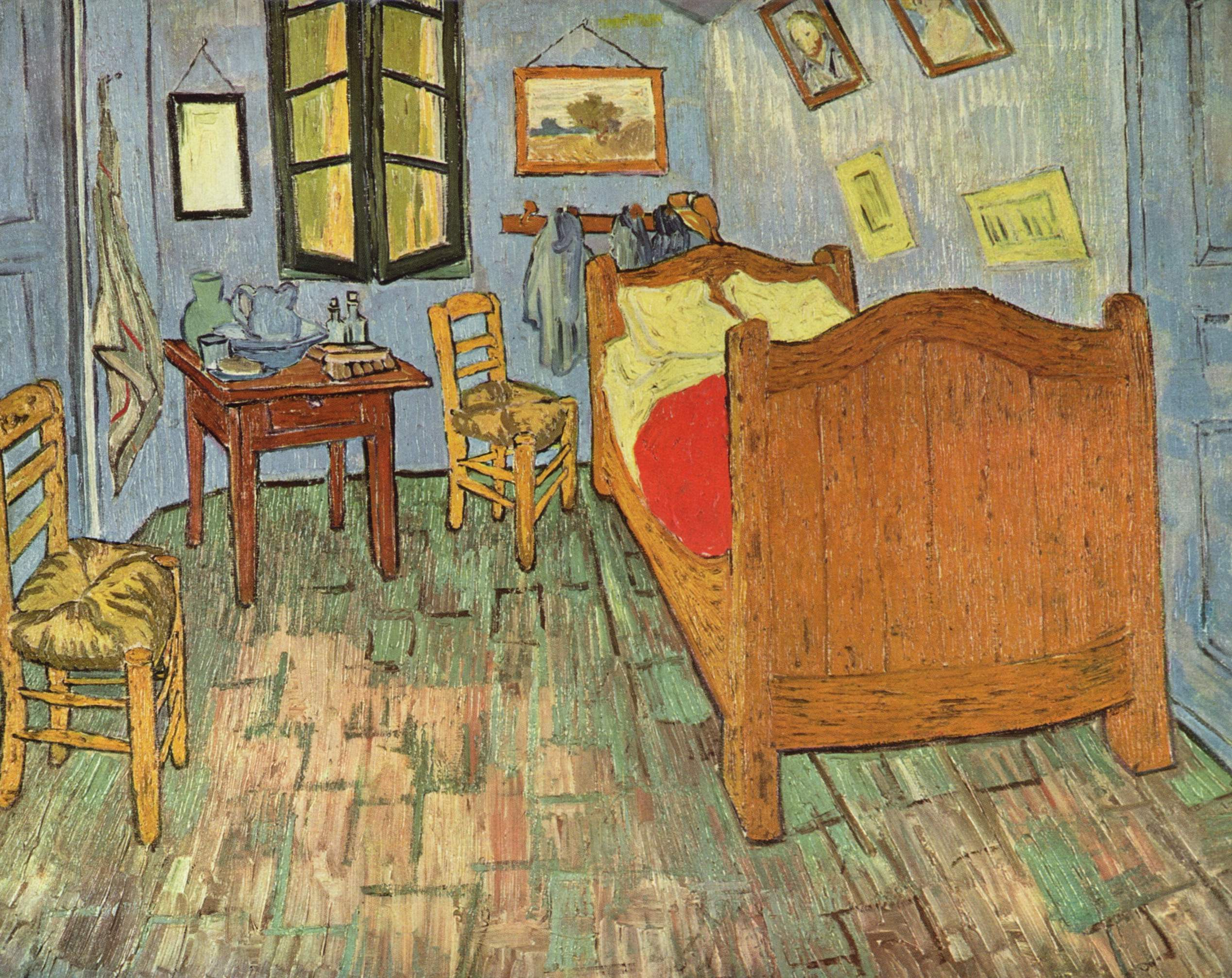
Vincent van Gogh: Van Goghova ložnice v Arles, 1889

Ložnice je místnost, ve které obyvatelé domu nebo bytu spí, nebo přes den odpočívají. Je to intimní prostor, který není obvykle určen pro návštěvy.
Z uvedeného důvodu je ložnice vybavena alespoň jednou postelí, často se jedná o dvojlůžko. V malých bytech může být ložnice kombinovaná s jiným pokojem. Také dětský pokoj je obvykle kombinace ložnice a privátního prostoru určeného pro denní pobyt dětí.
Ložnice je vedle postele obvykle vybavena dalším nábytkem. Často je to noční stolek, který slouží k odkládání drobných potřebností a na kterém stojí noční lampa a budík, dále šatní skříň nebo komoda.
Na podlaze bývá často koberec, parkety, plovoucí podlaha nebo jiný povrch, který je příjemný při chůzi bosou nohou.

## Historie

### První ložnice
První ložnicí můžeme datovat do doby pravěkého člověka. Jeho ložnicí byla jeskyně a postelí kus kamene či dřeva, jako matraci používal suchou trávu nebo kožešinu. Kožešiny a koberce se na různých místech světa používají i ve 21. století k vytvoření měkčího lůžka.  Hlavním prvkem ložnice je postel a tu jako první popisu v eposu Odyssea Homér. Zde popisuje postel jako ozdobený čtyřnohý rám. Rošt nahrazují kožené pásky z býčí kůže. Matraci nahrazují kůže a koberce. A konečně peřina byla nahrazena kusem tkaniny.

### Starověk
Starověcí Egypťané považovali lůžko za hlavní kus nábytku a nepostradatelné pro místnost, kterou lze považovat za předchůdce ložnice. Postel tvořil dřevěný rám, kožený výplet s lehkým prohnutím a na jedné straně lehce vyvýšená. Ve starověkém Řecku používali v ložnici postele na zdobených nohách vybavené opěrkou hlavy s ovčí vlny nebo přírodních trav. Římané používali matrace naplněné rákosem, senem, vlnou či peřím hus a labutí. Celé ložnice včetně postelí byly honosně zařizovány.
Ve starém Egyptě byly významným typem nábytku lůžka, která byla vzorem ostatním národům, které ještě uléhaly na zem. Lůžka měla rámovou konstrukci a byla vypletena nebo potažena kůží. V podélném směru nebyla rovná, ale mírně prohnutá, na druhé straně od ozdobného čela mírně vyvýšená – snad první poznatky zdravého ležení. Hlava byla podkládána samostatnými polštáři. Řekové měli dřevěné postele na zdobených nohách s opěrkou na hlavu a matrací z vlny nebo přírodních trav. Postele Římanů byly konstruovány podobně, často byly velmi luxusně vybavené. Na popruzích byla matrace naplněná rákosem, senem, vlnou, peřím hus nebo labutí. V roce 79 n. l. v Římě i obyčejný lid spal na matracích.  

### Středověk
V období křižáckých výprav ve 12. a 13. století Arabové běžně využívali matrace. Jednalo se o matrace v podobě pytle naplněného slámou, senem nebo rákosem. Většinou spali na zemi a matrace měli ochránit před chladem a vlhkostí. Pouze výše postavení měli matrace v podobě dnešních polštářů. V některých částech preferovaly lůžka v podobě zavěšených kusů látek.
Jednoduchá matrace nacpaná slámou nebo senem se nazývala slamník. Ten provázel Středoevropany dlouhé staletí, zejména díky praktičnosti a na tu dobu dobrým hygienickým vlastnostem. Ve slamníku se každý rok měnila sláma a matrace byla nesena dřevěnou konstrukcí v podobě prken. Jednalo se o primitivní předchůdce roštu. Postel je nejstarší kus zařizovacího nábytku. Pro malé děti byla určena kolébka, větší děti spaly na zemi na kožešině a slámě nebo na peci.

### 19. a 20. století
Až 19. století přineslo ohýbání dřeva, tuto techniku objevil Michael Thonet. Nábytek, zařízení ložnice a zejména postele se začaly vyrábět v různých tvarech a používaly se různorodé ozdoby. Ložnice tak mohly kopírovat střídající se umělecké trendy. Lůžka chudých lidí si dlouhá léta uchovávala jednoduchý tvar. Takto vyrobený nábytek byl velice cenný a často se dědil po generace. Postel často představovala největší dar novomanželům.  Už v této době se postele od dnešních tvarově téměř nelišily. Rozdíl byl pouze v délce.  Dokonce disponovaly úložným prostorem.
Ve 20. století je hlavním kritériem při výrobě nábytku na spaní optimální skladba lehací plochy a aplikace nových poznatků o fyziologii spánku. Pružná drátěná vložka používána počátkem 20. století kombinována žíněnými matracemi je střídána ocelovými stáčenými pery. Dále s objevováním nových materiálů jsou matrace vyráběny z polyuretanových materiálů. Významnou změnou jsou i pružné lamelové rošty s prodyšnými i dvoustrannými matracemi.